# Жорстоке поводження
Аб'юз (англ. Abuse), або зловживання — це неналежне, жорстоке, насильницьке поводження з людиною, часто для отримання несправедливої чи неналежної вигоди. Може мати різні форми: фізична чи словесна агресія, катування, напад, порушення прав, зґвалтування, залякування, приниження. Деякі джерела описують жорстокість як соціальний конструкт, тобто страждання жертви по-різному розпізнавалися в різних часах і суспільствах.

## Види та контексти аб'юзу

### Зловживання владою
У формі політичної корупції — використання державними чиновниками законодавчих повноважень з метою незаконної приватної вигоди. Зловживання державною владою для інших цілей, таких як репресії політичних опонентів та загальна жорстокість поліції, не вважається саме політичною корупцією. Також такими не є незаконні дії приватних осіб або корпорацій, які безпосередньо не пов'язані з урядом. Незаконне діяння посадової особи становить політичну корупцію якщо це дія безпосередньо пов'язана з її службовими обов'язками. Зловживання владою відокремлюється від зловживання силою тим, що діяння спочатку потурає, але поширюється за рамки спочатку задуманого і не у всіх випадках.

### Зловживання розсудом
Зловживання розсудом — це неврахування належним чином фактів та законів, що стосуються конкретного питання, свавільний або необґрунтований відхід від прецедена та врегульованого судового звичаю.

### Зловживання домінуванням
Домінування компаній на ринку регулюється антимонопольним законодавством — державним та приватним забезпеченням конкурентного законодавства.

### Зловживання індульгенціями
У католицькій церкві індульгенція — це спосіб зменшити покарання за гріх, часто молитвою, паломництвом чи добрими справами. Деякі церковні чини в середні віки вимагали гроші в обмін на індульгенції на прощення гріхів, а також на інші винагороди, наприклад, на майбутнє спасіння.

### Зловживання інформацією
Порушення довіри, плагіат або розширення рівня довіри до інформації за межами уповноважень. У фінансовому світі інсайдерську торгівлю можна вважати зловживанням внутрішньою інформацією, боо такі дії дають несправедливу перевагу в інвестиціях.

### Зловживання владою
Може існувати у формі "зловживання службовим становищем" або "службового проступку". Це протиправне діяння, вчинене в службовій якості, що впливає на виконання службових обов'язків. Посадові злочини в офісі — часта підстава для справедливої причини видалення виборної посадової особи за статутом або за допомогою перевиборів.

### Зловживання процесом
Причина деліктного позову зазвичай пов’язана з тим, що одна сторона вчинила зловмисне та навмисне неправомірне використання або перекручення судового процесу (цивільного чи кримінального).

### Зловживання чином
Ранкізм — це жорстоке поводження з людьми нижчого рангу в жорстокий, дискримінаційний або експлуататорський спосіб. Роберт В. Фуллер стверджує, що ранкізм включає зловживання владою, властиве вищому званню. Зловживання чином лежить в основі багатьох інших явищ, таких як знущання, расизм, сексизм та гомофобія.

### Зловмиснийнагляд
Найчастіше вивчається в контексті робочого місця, хоча може виникнути і в інших сферах, таких як домашнє господарство та школа. "Зловмисний нагляд розслідувався як попередник негативних результатів роботи підлеглих". "Насильство на робочому місці поєднує ситуаційні та особисті фактори".

### Академічні зловживання
Академічне насильство — форма знущань на робочому місці, у вузах, таких як коледжі та університети, спрямована в основному на молодший персонал, завдяки високій конкурентоспроможності і чітко визначеній ієрархії.

### Ad hominem зловживання
Зловживання ad hominem (особисте зловживання або особисті напади) — форма знущань, що передбачає образу чи приниження опонента, щоб визнати його аргумент недійсним, але також може включати вказівку на фактичні, але неважливі недоліки людини або її дії, які не мають значення для аргументації.

### Зловживання дорослими
Жорстоке поводження з вразливими дорослими.

### Зловживання алкоголем
Як описано в DSM-IV, є психіатричним діагнозом, що описує періодичне вживання алкогольних напоїв незважаючи на негативні наслідки. Менш специфічний термін алкоголізм. Однак існує багато визначень алкоголізму, і лише деякі з них є сумісними із зловживанням алкоголем. Існує два типи алкоголіків: ті, хто має антисоціальні та пристрасні тенденції, і ті, хто страждають від тривоги, — які можуть тривало не пити, але контролюють себе, почавши. Випивання, ще одна форма зловживання алкоголем. Часте випивання або сильне пияцтво більше двох разів кваліфікуються як зловживання алкоголем.

### Жорстоке поводження з тваринами
Заподіяння страждань або шкоди тваринам з іншою метою, крім самооборони. Вужче, це завдання шкоди заради конкретної вигоди, наприклад, вбивство тварин заради хутра.

### Асоціальна поведінка
Часто розглядається як публічна поведінка людини, яка не оцінює своє ставлення до інших і може завдати шкоди їм або їх майну: навмисно (вандалізм, графіті) чи внаслідок недбалості. Стійка антигромадська поведінка може бути проявом асоціального розладу особистості. Її антонімом є просоціальна — будь-яка поведінка, призначена для допомоги чи користі іншій людині, групі чи суспільству.

### Залякування
Неодноразові, повторювані через певний час дії, що передбачають реальний або уявний дисбаланс влади, коли впливовіша людина чи група атакують менш впливових. Залякування може складатися з трьох основних видів жорстокого поводження — словесного, фізичного та емоційного. Зазвичай передбачає тонкі методи примусу, такі як залякування, і здійснюється для примусу інших за допомогою страху.

### Вбивство репутації
Спроба заплямувати репутацію людини: перебільшення або маніпуляція фактами, щоб подати неправдивий образ. Це форма наклепу і може бути формою аргументу ad hominem.

### Жорстоке поводження з дитиною
Насильство над дітьми — це фізично, психологічно або емоційно жорстоке поводження з ними. У США Центри з контролю та профілактики захворювань (CDC) визначають жорстоке поводження з дітьми як будь-який акт чи серію актів вчинення чи бездіяльності з боку батьків чи іншого вихователя, що спричиняє шкоду, потенційну шкоду або загрозу заподіяння шкоди дитині. Найчастіше жорстоке поводження з дітьми відбувається в будинку дитини, причому менша кількість відбувається в організаціях, школах чи громадах, з якими дитина взаємодіє.

#### Сексуальне насильство над дітьми
Форма жорстокого поводження з дітьми, коли дорослий або старший підліток кривдить дитину для сексуальної стимуляції: прохання або тиск на дитину до сексуальних дій (незалежно від результату), непристойний показ геніталій дитині, показ порнографії дитині, фактичний сексуальний контакт, залучення до фізичного контакту з геніталіями дитини в сексуальних цілях, використання дитини для виготовлення дитячої порнографії.

### Підпільне зловживання
Підпільне жорстоке поводження — це сексуальне, психологічне чи фізичне зловживання, "яке з певною метою тримається в таємниці, приховується".

### Кіберзловживання абокібербулінг
Кібер-залякування — "використання інформаційно-комунікаційних технологій для навмисної, повторюваної та ворожої поведінки окремої людини чи групи, яка має на меті завдати шкоди іншим".

### Зловживання на побаченнях (насильство при знайомствах)
Жорстока поведінка одного або обох партнерів, що може включати, але не обмежуватись, фізичне, психологічне та сексуальне насильство.

### Наклеп
Дифамація — повідомлення про висловлювання, в якому заява, прямо заявлена або що мається на увазі фактичною, може надати окремій особі, бізнесу, товару, групі, уряду чи нації негативний імідж.

### Зловживання інвалідністю
Люди з інвалідністю непропорційно страждають від зловживання інвалідністю та хуліганства, і така діяльність має назву "злочин на ґрунті ненависті". Залякування не обмежується людьми з помітною інвалідністю (на візках, з фізичними деформаціями, розладами навчання, такими як аутизм та розлад розвитку координації). В останньому випадку це пов’язано з поганими здібностями до фізичного виховання, і таку поведінку може заохочувати непоінформований вчитель фізкультури. Жорстоке поводження з людьми з інвалідністю не обмежується школами; відомо багато випадків, коли інваліди зазнавали аб'юзу з боку персоналу хоспісів та інших закладів опіки.

### Дискримінаційне зловживання
Дискримінаційне насильство передбачає знущання над кимось або несправедливе поводження з людиною через її відмінності. Наприклад щодо: віку, речей або зовнішнього вигляду, етнічності, національності або культури (в тому числі щодо мови), статі (в тому числі особливостей, наприклад, вагітності), здоров'я (наприклад, ВІЛ, СНІД-статусів) або інвалідності(наприклад, психічні розлади), стилю життя або роду занять, раси або кольору шкіри, релігії або політичної належності, сексуальності або сексуальної орієнтації, соціального класу, ваги або зросту.
У багатьох країнах існують такі дискримінаційні закони, як редлайнінг. У деяких країнах суперечливі спроби використовуються для виправлення негативних наслідків дискримінації. Наприклад, расові квоти.
Інші акти дискримінації включають політичний наклеп, наклеп на групи та стереотипи, засновані на перебільшеннях.

### Домашнє насильство
Широко визначається як будь-яка форма жорстокої поведінки між партнер(к)ами у побутовому житті та інтимних стосунках (шлюб, спільне проживання, сім'я, на побаченнях, поміж друзями). Домашнє насильство завжди є умисним і не може трапитися випадково. Має безліч форм, серед яких:
- фізична агресія або її погрози (побої, штовхання, кидання предметами, утримування в приміщенні, обмеження пересувань),
- сексуальне насильство (домагання та примус до сексуальних взаємодій, саботаж контрацепції, примусове запліднення),
- психологічне насильство (приниження, залякування, переслідування, пасивне/приховане зловживання[25][26] (наприклад, недбалість)),
- фінансові зловживання (утримання/контроль усіх грошей сім'ї, економічна депривація),
- соціальне насильство (обмеження доступу до друзів та/або сім'ї, образа або погроза друзям та/або родині), контроль або влада.

Домашнє насильство криміналізується чи ні залежно від місцевих законів, тяжкості та тривалості конкретних дій та інших змінних.

### Економічні зловживання
Форма зловживань, коли один інтимний партнер має контроль над доступом іншого(-ї) до економічних ресурсів, що зменшує здатність жертви підтримувати себе та змушує її фінансово залежати від агресора.

### Жорстоке поводження з літніми людьми
Насильство над людьми похилого віку — жорстоке поводження довірених осіб чином, що "завдає шкоди або страждання літній людині". Включає насильство, недбалість та інші злочини, вчинені проти літньої людини (фізичні, психічні та фінансові зловживання, а також пасивну та активну недбалість).

### Емоційне насильство
Пошкодження психологічної працездатності чи емоційної стабільності, про що свідчить помітна або суттєва зміна поведінки, емоційної реакції чи пізнання. Попри відсутність консенсусу в точному визначенні емоційного насильства, воно класифікується Федеральним законом США про запобігання та лікування жорстокого поводження з дітьми як форма психічної травми.

### Помилкові звинувачення
Можуть існувати в неформальному у повсякденному житті, квазісудовому чи судовому контекстах.

### Фінансові зловживання
Незаконне використання майна, грошей, пенсійної книжки чи інших цінностей людини (включаючи зміну заповіту на користь агресора), отримання довіреності шахрайським способом з подальшим позбавленням грошей або майна шляхом виселення жертви з приватної власності.

### Зловживання прапорами
Осквернення прапора — різні акти навмисного знищення, пошкодження чи калічення (найчастіше національного) прапора у громадських місцях. Часто такі дії мають на меті зробити політичний аргумент проти країни чи її політики. Країни можуть мати закони, що захищають право спалювати прапор як свободу слова.

### Ігри з системою
Ігри з системою (також згинання правил, відтворення системи, зловживання системою, доїння системи) є використанням правил і процедур, призначених для захисту системи, для маніпулювання системою в пошуках бажаного результату.

### Газлайтинг
Маніпуляція наполегливим запереченням та брехнею в спробі дестабілізувати та делегітимізувати людину, щоб посіяти сумнів у цілі і змусити людину не вірити у власну пам’ять, сприйняття та осудність. Приклади: від заперечення кривдником того, що коли-небудь мали місце випадки жорстокого поводження, аж до влаштування химерних подій з метою дезорієнтації жертви.

### Насильство над гомосексуальними людьми (гей-бешинг)
Переслідування на підставі гомосексуальності — це словесне або фізичне насильство над людиною, яку агресор сприймає як гея, лесбійку чи бісексуала, включаючи насправді гетеросексуальних людей або неспецифічної/невідомої орієнтації.

### Групове психологічне насильство
Групи, що часто чи систематично психологічно знущаються над їх членами. Призводить до того, що група поводиться з членами як з предметами, якими вільно маніпулює, замість поважати їх автономію, права людини, особистість та гідність. Також поширені розумові ігри з людиною, через які вона вважає себе прийнятою, але насправді група зраджує її за спиною. Коли жертва звертається за допомогою до такої групи, її не надають.

### Домагання
Охоплює широкий спектр образливої поведінки, призначеної турбувати або засмучувати.
- Домагання з боку влади — це переслідування або небажана увага політичного характеру. Часто трапляються в робочому середивищі.
- Сексуальні домагання — стійкі та небажані сексуальні наміри й дії на робочому місці, де наслідки відмови потенційно дуже невигідні для жертв.

### Злочини на ґрунті ненависті
Трапляються, коли агресор націлюється на людину через власні уявлення про її належність до певної соціальної групи: статевої, расової, релігійної, за сексуальною орієнтацією, інвалідністю, етнічною приналежністю тощо. Інциденти можуть включати фізичне насильство, пошкодження майна, знущання, переслідування, словесні зловживання або образи, образливі графіті, листи ненависті.

### Дідівщина
Будь-яка діяльність, що включає переслідування, зловживання або приниження (фізичні чи психічні) як спосіб ініціації людини групою. Спостерігається у багатьох типах груп: в бандах, клубах, спортивних командах, військових частинах та на робочих місцях. У США та Канаді дідівщина часто асоціюється з братствами та сестринствами. Часто заборонена законом.

### Зловживанняправами людини
Основні права і свободи, на які мають право всі люди: громадянські та політичні, на життя та свободу, свобода слова, рівність перед законом, економічні, соціальні та культурні права.

### Приниження
Приниження гідності, яке призводить до стану покори. Здійснюється шляхом знущань, залякування, фізичного чи психічного жорстокого поводження чи обману, або збентеженням.

### Некультурність
Загальний термін соціальної поведінки, в якій відсутня цивілізованість чи гарні манери, починаючи від грубості чи відсутності поваги до людей.

### Інституційні зловживання
Інституційне насильство трапляється в будинках престарілих, лікарнях чи стаціонарах та може бути будь-яким: дискримінаційне насилля, фінансове насилля, недбалість, фізичне жорстоке поводження, психологічне жорстоке поводження, сексуальне насилля, вербальне насилля.

### Образа
Це вираз, висловлювання чи поведінка, які вважаються принизливими та образливими.

### Залякування
Навмисна поведінка, яка «може спричинити у людини звичайної чутливості» страх перед шкодою. Не потрібно доводити, що поведінка була настільки жорстокою, що викликала терор, або що жертва насправді злякалася.

### Юридичне зловживання
Пов'язані як з цивільними, так і з кримінальними позовами. Юридичний аб'юз несе не тільки несправедливість, а й шкоду фізичному, психологічному та суспільному здоров'ю.

### Зловживання на ринку
Може виникати за обставин, коли фінансові інвестори зазнали необґрунтованого неблагополуччя, прямо чи опосередковано, іншими особами, які:
- використовували інформацію, яка не є загальнодоступною (торгівля інсайдами)
- спотворили механізм встановлення цін на фінансові інструменти
- поширювали неправдиву або оманливу інформацію

### Військові зловживання
Військові злочини — це "порушення законів та звичаїв війни", включаючи "вбивства, жорстоке поводження або депортацію цивільних жителів окупованої території до таборів рабської праці", "вбивство або жорстоке поводження з військовополоненими", вбивство заручників, "руйнування міст, селищ і сіл і будь-які руйнування, не виправдані військовою чи цивільною необхідністю".
Воєнне сексуальне насилля — це зґвалтування, вчинювані учасниками бойових дій або цивільним населенням під час збройного конфлікту чи війни. Вид насильства проти жінок.
Сексуальне насилля в армії — це сексуальне насилля, якого зазнають військові, часто супроводжується посттравматичним стресовим розладом.

### Аб'юз розумом (контроль розуму)
Процес, в якому група чи особа "систематично використовує неетично маніпулятивні методи, щоб переконати інших відповідати бажанням маніпулятора(-ів), часто на шкоду людині, якою маніпулюють". Термін застосовувався до будь-якої тактики, психологічної чи іншої, що може розглядатися як підривання почуття контролю людини над власним мисленням, поведінкою, емоціями або прийняттям рішень.

### Проступки
Неправомірна чи протиправна поведінка, мотивована умисною метою або упертою байдужістю до наслідків своїх вчинків. Три категорії проступків — це службові порушення, професійні та сексуальні проступки.

### Мобінг
Групове знущання над людиною в будь-якому контексті. Це психологічне насильство, що може коїтись в будь-яких групах: в районі, в родині чи на роботі (наприклад, зловживання над кимось колегами, підлеглими або начальством, щоб змусити звільнитись через чутки, інсинуації, залякування, приниження, дискредитацію та ізоляцію).

### Нарцисичне зловживання
Цей термін з’явився наприкінці 20 ст. та став більш помітним у 2000-х. Спочатку стосувався жорстокого поводження з боку нарцисичних батьків, але нещодавно став означати будь-яке зловживання з боку нарциса.

### Нехтування (неглект)
Нехтування — пасивна форма жорстокого поводження, коли вихователь, відповідальний за надання допомоги дитині, дорослому з обмеженими можливостями, тварині, рослині чи неживому предмету, не забезпечує належного догляду за потребами на шкоду жертві. Приклади включають незабезпечення достатнього нагляду, харчування, медичної допомоги чи інших потреб.

### Недбалість
Поведінка, яка не відповідає тому, що зробила б розумна людина, щоб захистити іншу особу від передбачуваного ризику заподіяння шкоди.

### Насильство над батьками з боку дітей
Жорстоке поводження з боку дітей — поширена, але недостатньо освітлена та досліджена тема. Батьки часто стикаються з дитячою агресією, як правило, у формі словесного чи фізичного насильства, що перевищує звичайні дитячі агресивні спалахи.

### Пасивно–агресивна поведінка
Форма прихованого зловживання. Це пасивний, іноді обструкціоністський опір дотриманню очікувань у міжособистісних чи професійних ситуаціях у формах засвоєної безпорадності, зволікання, упертості, образи, насупленості або навмисної та неодноразової невдачі у виконанні завдань.

### Насильство над пацієнтом
Жорстоке поводження або нехтування пацієнтом — будь-яка дія чи бездіяльність, яка спричиняє необґрунтовані страждання або шкоду для пацієнта: фізичне або сексуальне насильство, утримання необхідної їжі, фізичної та медичної допомоги.

### Зловживання з боку однолітків
"Насильство з боку однолітків" — вираз, популяризований авторкою Елізабет Беннет в 2006 році на підкріплення тези, що ідентифікувати цькування як форму жорстокого поводження так само справедливо, як і будь-яку іншу форму жорстокого поводження.

### Переслідування
Систематичне жорстоке поводження з людиною чи групою з боку іншої групи. Найпоширенішими формами є релігійне, етнічне та політичне переслідування.

### Фізичне насильство
Жорстоке поводження, пов’язане з контактом, покликане спричинити залякування, біль, травму чи інші фізичні страждання або тілесні ушкодження.

#### Катування
Будь-який вчинок, при якому навмисно завдається сильний біль.

### Зловживання в поліції
Поліцейська жорстокість — це навмисне застосування надмірної сили працівником поліції. Окрім фізичного зловживання, воно може виникнути у формі словесних нападів або психологічного залякування.
Корупція в поліції — це особлива форма правопорушень поліції, призначена для отримання фінансових вигод та/або просування по службі співробітника або службовців в обмін на те, що вони не проводили розслідування або арешту, або проводили вибірково.
Протиправна поведінка поліції стосується неналежних дій працівників поліції у зв’язку з виконанням ними службових обов’язків.

### Упередження
Це упереджена думка чи судження щодо групи людей або однієї людини через расу, соціальний клас, стать, етнічну приналежність, сексуальну орієнтацію, вік, інвалідність, політичні переконання, релігію, трудову діяльність чи інші особисті характеристики. Це також означає апріорні переконання (без знання фактів) і включає "будь-яке нерозумне ставлення, яке є надзвичайно стійким до раціонального впливу".

### Зловживання у в'язницях (насильство над ув'язненими)
Насильство над в’язнями — це жорстоке поводження з особами під час арешту або ув’язнення. Зловживання, що потрапляють до цієї категорії, включають:
- Фізичне насильство: удари, побиття або інші несанкціоновані фізичні покарання.
- Психологічне насильство: знущання, недосипання або інші форми психологічного насильства, іноді білий шум.
- Сексуальне насильство: примусовий контакт, каліцтво статевих органів або інші форми сексуального насильства.
- Інші зловживання: відмова від необхідних ліків, приниження тощо.
- Посилений допит: методи, впроваджені у війні з терором, нібито потрібні для отримання інформації, оскільки інші методи не дадуть результату.
- Катування: будь-який вчинок, при якому навмисно завдається сильний біль, фізичний чи психологічний.

### Професійне зловживання
Професійні кривдники можуть: скористатися довірою свого клієнта або пацієнта, використовувати їхню вразливість, не діяти в їхніх інтересах, не дотримуватися професійних кордонів. Зловживання може бути: дискримінаційним, фінансовим, фізичним/нехтуючим, психологічним/емоційним, сексуальним. Професійне зловживання завжди передбачає: зраду довіри, використання вразливості, порушення професійних кордонів.

### Психологічне насильство
Психологічне (емоційне, психічне) насильство — це форма жорстокого поводження, що характеризується тим, що особа піддає іншу психологічно шкідливій поведінці. Подібні зловживання часто пов'язані з ситуаціями дисбалансу влади.

### Расові зловживання
Расизм — це образливе ставлення або поводження з іншими, засноване на переконанні, що раса є головною детермінантою людських рис та можливостей. Це форма гордості за те, що власна раса ніби-то вища і, як наслідок, має право «правити або домінувати над іншими».

### Зґвалтування
Форма сексуального насильства — напад, що включає статевий акт (з сексуальним проникненням або без) з людиною без її згоди (включно з людьми, які не в змозі дати згоду, наприклад, сплячими чи нетверезими).

### Реляційна агресія
Також відома як прихована агресія або приховані знущання — шкода заподіюється через руйнування стосунків або соціального статусу в групі, а не фізичним насильством. Реляційна агресія зустрічається частіше і вивчається більше серед дівчат, ніж серед хлопців.

### Релігійні зловживання
Релігійне насильство стосується:
- використання релігійних вчень у образливій формі, що завдає психологічної шкоди,
- переслідування або приниження на основі релігії жертви,
- зловживання релігією в корисливих, світських чи ідеологічних цілях,
- будь-яка форма релігійного насильства, а також людська жертва, обряди насильницької ініціації.

### Хамство
Також називають нахабством чи зухвалістю — неповага та невміння поводитися в контексті суспільства чи групи, соціальних законів чи етикету.

### Шкільні знущання
Можуть бути фізичними, словесними чи емоційними і зазвичай повторюються протягом певного періоду часу.

### Самозловживання
Самодеструктивна поведінка — це широкий набір екстремальних дій та емоцій, включаючи самопошкодження та зловживання наркотиками.

### Сексуальне насильство
Це примушування до небажаної сексуальної поведінки. "Сексуальний зловмисник" або "розбещувач" також будь-яку поведінку дорослої людини щодо дитини з метою стимулювання дорослого або дитини сексуально.

### Сексуальні знущання
Будь-які знущання, фізичні чи нефізичні, які базуються на сексуальності або статі людини. Це коли сексуальність чи стать використовують як зброю хлопчики чи дівчатка щодо інших хлопців чи дівчат — хоча вони частіше спрямовані на дівчат.

### Наклепницька кампанія
Метафора діяльності, яка може завдати шкоди репутації людини або групи шляхом взаємодії зі стигматизованою групою. Іноді термін використовується загальніше, про будь-яку діяльність, що шкодить репутації.

### Духовне зловживання
Коли людина з релігійним авторитетом або особа, що володіє унікальною духовною практикою, вводить в оману в ім'я Бога. Духовне насильство описує того, хто зловживає духовним чи релігійним званням, використовуючи духовність жертви (ментальність та пристрасть до духовних питань), ставлячи жертву в позицію беззаперечного послуху владі.

### Переслідування
Сталкінг — небажана увага з боку людини (іноді групи). Слово "переслідування" має різне значення в контекстах у психології та психіатрії; деякі юридичні юрисдикції позначають ним вид кримінального правопорушення.

### Структурні зловживання
Це сексуальне, емоційне чи фізичне насильство, яке накладається на людину чи групу соціальною чи культурною системою чи владою, є непрямим і використовує жертву на емоційному, психічному чи психологічному рівні.

### Зловживання речовинами
Зловживання наркотиками — це вживання наркотиків, при якому споживач вживає речовину в кількостях або за допомогою способів, що є шкідливими для нього чи інших, і є однією з форм розладів, пов'язаних із вживанням речовин. У контексті охорони здоров’я, медицини та кримінального судочинства використовуються дуже різні визначення зловживання наркотиками. У деяких випадках злочинна або антигромадська поведінка трапляється, коли людина перебуває під впливом наркотику, а також можуть відбуватися довгострокові зміни особистості.

### Зловживання спостереженням
Використання методів спостереження або технологій для контролю за діяльністю людини або групи. Масовий нагляд з боку держави може становити зловживання, якщо не регулюється належним чином. Зловживання спостереженням часто виходить за рамки законного перехоплення. Це незаконно, оскільки порушує право людей на приватне життя.

### Знущання[уточнити]
Бойовий вигук, метод рукопашного бою, саркастичне зауваження чи образа, спрямовані на деморалізацію або роздратування та заохочення реактивної поведінки без роздумів.

### Тероризм
Систематичне використання терору, особливо як засобу примусу. В даний час не існує міжнародно узгодженого визначення тероризму. Загальноприйняті визначення стосуються лише тих насильницьких актів, які покликані викликати страх (терор), здійснюються для досягнення ідеологічної мети (на відміну від самотньої атаки) і навмисно націлюються або нехтують безпекою некомбатантів (наприклад, нейтральних військовослужбовців або цивільного населення).

### Зловживання суддями
Акт жорстокості щодо судді, рефері чи іншої посадової особи у спорті. Може бути словесним (наприклад, виклик лайливих імен) або фізичним (штовхання).

### Словесне зловживання (словесні випади)
Форма жорстокої поведінки, пов’язана з використанням мови: ненормативної лексики, з використанням лайки або без неї. Хоча усне спілкування є найпоширенішою формою словесного зловживання, воно також включає образливі слова в письмовій формі. Вербальне насильство — це модель поведінки, яка може серйозно заважати позитивному емоційному розвитку людини і призвести до значної шкоди для самооцінки, емоційного самопочуття та фізичного стану.

### Кампанії з пліткування
Метод переконання, при якому про людину поширюють шкідливі чутки або натяки, тоді як джерело чуток намагається уникати виявлення.

### Зловживання на робочому місці
Знущання чи залякування на робочому місці — це схильність окремих людей/груп застосовувати стійку агресивну або нерозумну поведінку щодо колеги. Може включати тактику вербального, невербального, психологічного, фізичного насильства та приниження. Цей тип агресії є особливо складним, оскільки на відміну від типових форм шкільних знущань, залякування на робочих місцях часто діють згідно встановлених правил та політики своєї організації та свого суспільства.

## Характеристика та стилі зловживання
Деякі важливі характеристики та стилі зловживання:
- відверте зловживання
- приховане (або контрольоване) зловживання
- непередбачуваність
- непропорційні (перебільшені) реакції
- дегуманізація та об'єктивація
- зловживання інформацією
- неможливі ситуації (налаштування на невдачу)
- контроль за допомогою довіреної особи
- зловживання навколишнім середовищем (газлайтинг)

### Виразні ознаки зловживання
Яскраві ознаки можуть включати:
- ізоляція
- ірраціональна ревнощі
- тонка наявність фізичного насильства
- приниження, мінімізація та знецінення
- критика
- утримання
- звинувачення.